# 蝗蟲
蝗虫，俗称蚱蜢、蚂蚱，又作草蜢仔（tsháu-meh-á），是一种属于锥尾亚目的昆虫。它们可能是现存最古老的咀嚼食草昆虫类群之一，可追溯到大约 2.5 亿年前的三叠纪早期。
蚱蜢这种昆虫通常栖息于地面，它们的后腿强壮有力，使它们能够通过大力跳跃来逃避威胁。作为半变态昆虫，它们不经历完全变态；它们从卵孵化成若蟲或“跳虫”，并经过五次蜕皮，在每个发育阶段变得更像成虫。蚱蜢通过鼓膜器官听到声音，鼓膜器官位于与胸部相连的腹部第一段；虽然它的视觉感官依靠复眼，但需要通过单眼感知光线强度的变化。在高种群密度和特定环境条件下，一些蚱蜢品种可以改变颜色和行为并形成群体。在这种情况下，它们被称为群居型蝗虫。
蝗虫是食草动物，少数种类有时会成为谷物、蔬菜和牧场的严重害虫，尤其是当它们作为群居蝗虫成千上万地涌入并摧毁大面积的农作物时。他们可以通过伪装来保护自己免受捕食者的侵害；当被发现时，许多品种的蝗虫试图在跳跃时用色彩鲜艳的翅膀闪光来恐吓捕食者，同时将自己弹射到空中（如果成年），并且通常只飞行一小段距离。彩虹蚱蜢等其他物种具有警戒色，可以震慑捕食者。蝗虫会受到寄生虫和各种疾病的影响，许多食肉动物以其若虫和成虫为食。它们的卵会受到拟寄生物和捕食者的攻击。
蝗虫与人类的关系由来已久。自圣经时代以来，成群结队的蝗虫就造成了破坏性影响并引发饥荒。即使数量较少，这种昆虫也可能造成严重的虫害。它们在墨西哥和印度尼西亚等国家被当作食物。它们在艺术、象征主义和文学中经常被描绘。对蝗虫物种的研究被称为蝗虫学。

## 名称
“蝗虫”广义上可以泛指直翅目锥尾亚目昆虫的统称，其下主要包含了蚱总科、蜢总科和蝗总科等昆虫。而狭义上的“蝗虫”则专指蝗总科下的各种昆虫。更特别地，“蝗虫”可以特指以飞蝗为代表的剑角蝗科中具有群行阶段的各种短角群居型蝗虫，它们是造成农业生产中蝗灾的罪魁祸首。不嚴格地講，「蝗蟲」可以認爲是「蚱蜢」變來的。在英文中，“grasshopper”被用作蝗虫或草蜢的统称，而诱发蝗灾的群居蝗虫则被称作“locust”。
在中國古代，“螽”可以被用作蝗類之總稱。据《爾雅·釋蟲》记载：「蛗螽，蠜」。此處“蛗螽”可以理解為各種蝗蟲的統稱。《说文》中“螽”、“蝗”互训。清段玉裁《說文解字注》：
螽，蝗也。［蝗下曰：螽也。是爲轉注。按《爾雅》有蛗螽、草螽、蜤螽、蟿螽、土螽。皆所謂螽醜也。蜤螽，《詩》作斯螽。亦云螽斯。毛、許皆訓以蜙蝑。皆螽類而非螽也。惟《春秋》所書者爲螽。］ 从䖵。𠂂聲。［職戎切。九部。］ 𠂂，古文終字。［見《糸部》。］ 𧑄，螽或从虫。眾聲。［《公羊經》如此作。］
此處蛗螽，草螽、蜤螽、蟿螽、土螽為《釋蟲》“五螽”，按現代生物分類標準皆屬於直翅目下之昆蟲，其中阜螽、蟿螽、土螽属蝗科，蜤螽、草螽属螽斯科。又有：
蝗，螽也。［《䖵部》曰：螽，蝗也。是爲轉注。《漢書·五行傳》曰：介蟲之孼者。謂小蟲有甲飛揚之類。陽氣所生也。於《春秋》爲螽。今謂之蝗。按螽蝗古今語也。是以《春秋》書螽。《月令》再言蝗蟲。《月令》，呂不韋所作。］ 从虫。皇聲。［乎光切。十部。陸氏引《說文》榮庚反。又《爾雅·釋文》華孟反。皆音之轉也。］
另有唐顏師古注釋《漢書·文帝紀》記載：
夏四月，大旱，蝗。師古曰：「蝗即螽也，食苗為災，今俗呼為簸蝩。蝗音胡光反。蝩音鍾。」令諸侯無入貢。㢮山澤。師古曰：「㢮，解也，解而不禁，與衆庶同其利。」減諸服御。損郎吏員。發倉庾應劭曰：「水漕倉曰庾。胡公曰『在邑曰倉，在野曰庾』。」以振民。民得賣爵。
除此之外，蝗虫还有蟅蟒、虴蜢、虴蛨等别称。臺語俗稱「草螟仔」，廣東話習慣稱「草蜢」、「草蜢仔」。

## 种系发生
蝗虫属于锥尾亚目。虽然“蝗虫”通常被用作该亚目的通用名称，但现代研究资料将其限定为更“进化”的科。它们可属于蝗下目，在较早的文献中被称为“短角亚目”，以区别于有更长触角的“长角亚目”（现指螽斯或纺织娘）。基于 7 个超科中 6 个的 32 个分类群的线粒体核糖体 RNA分析，锥尾亚目的种系发生如下支序图所示。剑尾亚目（蟋蟀等）、锥尾亚目和除癞蝗科之外的所有总科似乎都是单系的。
|  | 牛蝗科                                                         |
|  |                                                                |
|  | \| \| 锥头蝗科 \| \| \| \| \| \| 剑角蝗科 + 癞蝗科 \| \| \| \| |
|  |                                                                |
|  | 锥头蝗科                                                       |
|  |                                                                |
|  | 剑角蝗科 + 癞蝗科                                              |
|  |                                                                |

|  | 锥头蝗科          |
|  |                   |
|  | 剑角蝗科 + 癞蝗科 |
|  |                   |

|  | 牛蝗科                                                         |
|  |                                                                |
|  | \| \| 锥头蝗科 \| \| \| \| \| \| 剑角蝗科 + 癞蝗科 \| \| \| \| |
|  |                                                                |
|  | 锥头蝗科                                                       |
|  |                                                                |
|  | 剑角蝗科 + 癞蝗科                                              |
|  |                                                                |

|  | 锥头蝗科          |
|  |                   |
|  | 剑角蝗科 + 癞蝗科 |
|  |                   |

|  | 牛蝗科                                                         |
|  |                                                                |
|  | \| \| 锥头蝗科 \| \| \| \| \| \| 剑角蝗科 + 癞蝗科 \| \| \| \| |
|  |                                                                |
|  | 锥头蝗科                                                       |
|  |                                                                |
|  | 剑角蝗科 + 癞蝗科                                              |
|  |                                                                |

|  | 锥头蝗科          |
|  |                   |
|  | 剑角蝗科 + 癞蝗科 |
|  |                   |

|  | 牛蝗科                                                         |
|  |                                                                |
|  | \| \| 锥头蝗科 \| \| \| \| \| \| 剑角蝗科 + 癞蝗科 \| \| \| \| |
|  |                                                                |
|  | 锥头蝗科                                                       |
|  |                                                                |
|  | 剑角蝗科 + 癞蝗科                                              |
|  |                                                                |

|  | 锥头蝗科          |
|  |                   |
|  | 剑角蝗科 + 癞蝗科 |
|  |                   |

|  | 牛蝗科                                                         |
|  |                                                                |
|  | \| \| 锥头蝗科 \| \| \| \| \| \| 剑角蝗科 + 癞蝗科 \| \| \| \| |
|  |                                                                |
|  | 锥头蝗科                                                       |
|  |                                                                |
|  | 剑角蝗科 + 癞蝗科                                              |
|  |                                                                |

|  | 锥头蝗科          |
|  |                   |
|  | 剑角蝗科 + 癞蝗科 |
|  |                   |

|  | 牛蝗科                                                         |
|  |                                                                |
|  | \| \| 锥头蝗科 \| \| \| \| \| \| 剑角蝗科 + 癞蝗科 \| \| \| \| |
|  |                                                                |
|  | 锥头蝗科                                                       |
|  |                                                                |
|  | 剑角蝗科 + 癞蝗科                                              |
|  |                                                                |

|  | 锥头蝗科          |
|  |                   |
|  | 剑角蝗科 + 癞蝗科 |
|  |                   |

|  | 牛蝗科                                                         |
|  |                                                                |
|  | \| \| 锥头蝗科 \| \| \| \| \| \| 剑角蝗科 + 癞蝗科 \| \| \| \| |
|  |                                                                |
|  | 锥头蝗科                                                       |
|  |                                                                |
|  | 剑角蝗科 + 癞蝗科                                              |
|  |                                                                |

|  | 锥头蝗科          |
|  |                   |
|  | 剑角蝗科 + 癞蝗科 |
|  |                   |

|  | 牛蝗科                                                         |
|  |                                                                |
|  | \| \| 锥头蝗科 \| \| \| \| \| \| 剑角蝗科 + 癞蝗科 \| \| \| \| |
|  |                                                                |
|  | 锥头蝗科                                                       |
|  |                                                                |
|  | 剑角蝗科 + 癞蝗科                                              |
|  |                                                                |

|  | 锥头蝗科          |
|  |                   |
|  | 剑角蝗科 + 癞蝗科 |
|  |                   |

|  | 牛蝗科                                                         |
|  |                                                                |
|  | \| \| 锥头蝗科 \| \| \| \| \| \| 剑角蝗科 + 癞蝗科 \| \| \| \| |
|  |                                                                |
|  | 锥头蝗科                                                       |
|  |                                                                |
|  | 剑角蝗科 + 癞蝗科                                              |
|  |                                                                |

|  | 锥头蝗科          |
|  |                   |
|  | 剑角蝗科 + 癞蝗科 |
|  |                   |

|  | 牛蝗科                                                         |
|  |                                                                |
|  | \| \| 锥头蝗科 \| \| \| \| \| \| 剑角蝗科 + 癞蝗科 \| \| \| \| |
|  |                                                                |
|  | 锥头蝗科                                                       |
|  |                                                                |
|  | 剑角蝗科 + 癞蝗科                                              |
|  |                                                                |

|  | 锥头蝗科          |
|  |                   |
|  | 剑角蝗科 + 癞蝗科 |
|  |                   |

|  | 牛蝗科                                                         |
|  |                                                                |
|  | \| \| 锥头蝗科 \| \| \| \| \| \| 剑角蝗科 + 癞蝗科 \| \| \| \| |
|  |                                                                |
|  | 锥头蝗科                                                       |
|  |                                                                |
|  | 剑角蝗科 + 癞蝗科                                              |
|  |                                                                |

|  | 锥头蝗科          |
|  |                   |
|  | 剑角蝗科 + 癞蝗科 |
|  |                   |

|  | 牛蝗科                                                         |
|  |                                                                |
|  | \| \| 锥头蝗科 \| \| \| \| \| \| 剑角蝗科 + 癞蝗科 \| \| \| \| |
|  |                                                                |
|  | 锥头蝗科                                                       |
|  |                                                                |
|  | 剑角蝗科 + 癞蝗科                                              |
|  |                                                                |

|  | 锥头蝗科          |
|  |                   |
|  | 剑角蝗科 + 癞蝗科 |
|  |                   |

|  | 牛蝗科                                                         |
|  |                                                                |
|  | \| \| 锥头蝗科 \| \| \| \| \| \| 剑角蝗科 + 癞蝗科 \| \| \| \| |
|  |                                                                |
|  | 锥头蝗科                                                       |
|  |                                                                |
|  | 剑角蝗科 + 癞蝗科                                              |
|  |                                                                |

|  | 锥头蝗科          |
|  |                   |
|  | 剑角蝗科 + 癞蝗科 |
|  |                   |

|  | 牛蝗科                                                         |
|  |                                                                |
|  | \| \| 锥头蝗科 \| \| \| \| \| \| 剑角蝗科 + 癞蝗科 \| \| \| \| |
|  |                                                                |
|  | 锥头蝗科                                                       |
|  |                                                                |
|  | 剑角蝗科 + 癞蝗科                                              |
|  |                                                                |

|  | 锥头蝗科          |
|  |                   |
|  | 剑角蝗科 + 癞蝗科 |
|  |                   |

|  | 牛蝗科                                                         |
|  |                                                                |
|  | \| \| 锥头蝗科 \| \| \| \| \| \| 剑角蝗科 + 癞蝗科 \| \| \| \| |
|  |                                                                |
|  | 锥头蝗科                                                       |
|  |                                                                |
|  | 剑角蝗科 + 癞蝗科                                              |
|  |                                                                |

|  | 锥头蝗科          |
|  |                   |
|  | 剑角蝗科 + 癞蝗科 |
|  |                   |

|  | 牛蝗科                                                         |
|  |                                                                |
|  | \| \| 锥头蝗科 \| \| \| \| \| \| 剑角蝗科 + 癞蝗科 \| \| \| \| |
|  |                                                                |
|  | 锥头蝗科                                                       |
|  |                                                                |
|  | 剑角蝗科 + 癞蝗科                                              |
|  |                                                                |

|  | 锥头蝗科          |
|  |                   |
|  | 剑角蝗科 + 癞蝗科 |
|  |                   |

|  | 牛蝗科                                                         |
|  |                                                                |
|  | \| \| 锥头蝗科 \| \| \| \| \| \| 剑角蝗科 + 癞蝗科 \| \| \| \| |
|  |                                                                |
|  | 锥头蝗科                                                       |
|  |                                                                |
|  | 剑角蝗科 + 癞蝗科                                              |
|  |                                                                |

|  | 锥头蝗科          |
|  |                   |
|  | 剑角蝗科 + 癞蝗科 |
|  |                   |

|  | 牛蝗科                                                         |
|  |                                                                |
|  | \| \| 锥头蝗科 \| \| \| \| \| \| 剑角蝗科 + 癞蝗科 \| \| \| \| |
|  |                                                                |
|  | 锥头蝗科                                                       |
|  |                                                                |
|  | 剑角蝗科 + 癞蝗科                                              |
|  |                                                                |

|  | 锥头蝗科          |
|  |                   |
|  | 剑角蝗科 + 癞蝗科 |
|  |                   |

|  | 牛蝗科                                                         |
|  |                                                                |
|  | \| \| 锥头蝗科 \| \| \| \| \| \| 剑角蝗科 + 癞蝗科 \| \| \| \| |
|  |                                                                |
|  | 锥头蝗科                                                       |
|  |                                                                |
|  | 剑角蝗科 + 癞蝗科                                              |
|  |                                                                |

|  | 锥头蝗科          |
|  |                   |
|  | 剑角蝗科 + 癞蝗科 |
|  |                   |

|  | 牛蝗科                                                         |
|  |                                                                |
|  | \| \| 锥头蝗科 \| \| \| \| \| \| 剑角蝗科 + 癞蝗科 \| \| \| \| |
|  |                                                                |
|  | 锥头蝗科                                                       |
|  |                                                                |
|  | 剑角蝗科 + 癞蝗科                                              |
|  |                                                                |

|  | 锥头蝗科          |
|  |                   |
|  | 剑角蝗科 + 癞蝗科 |
|  |                   |

|  | 牛蝗科                                                         |
|  |                                                                |
|  | \| \| 锥头蝗科 \| \| \| \| \| \| 剑角蝗科 + 癞蝗科 \| \| \| \| |
|  |                                                                |
|  | 锥头蝗科                                                       |
|  |                                                                |
|  | 剑角蝗科 + 癞蝗科                                              |
|  |                                                                |

|  | 锥头蝗科          |
|  |                   |
|  | 剑角蝗科 + 癞蝗科 |
|  |                   |

|  | 牛蝗科                                                         |
|  |                                                                |
|  | \| \| 锥头蝗科 \| \| \| \| \| \| 剑角蝗科 + 癞蝗科 \| \| \| \| |
|  |                                                                |
|  | 锥头蝗科                                                       |
|  |                                                                |
|  | 剑角蝗科 + 癞蝗科                                              |
|  |                                                                |

|  | 锥头蝗科          |
|  |                   |
|  | 剑角蝗科 + 癞蝗科 |
|  |                   |

|  | 牛蝗科                                                         |
|  |                                                                |
|  | \| \| 锥头蝗科 \| \| \| \| \| \| 剑角蝗科 + 癞蝗科 \| \| \| \| |
|  |                                                                |
|  | 锥头蝗科                                                       |
|  |                                                                |
|  | 剑角蝗科 + 癞蝗科                                              |
|  |                                                                |

|  | 锥头蝗科          |
|  |                   |
|  | 剑角蝗科 + 癞蝗科 |
|  |                   |

|  | 牛蝗科                                                         |
|  |                                                                |
|  | \| \| 锥头蝗科 \| \| \| \| \| \| 剑角蝗科 + 癞蝗科 \| \| \| \| |
|  |                                                                |
|  | 锥头蝗科                                                       |
|  |                                                                |
|  | 剑角蝗科 + 癞蝗科                                              |
|  |                                                                |

|  | 锥头蝗科          |
|  |                   |
|  | 剑角蝗科 + 癞蝗科 |
|  |                   |

|  | 牛蝗科                                                         |
|  |                                                                |
|  | \| \| 锥头蝗科 \| \| \| \| \| \| 剑角蝗科 + 癞蝗科 \| \| \| \| |
|  |                                                                |
|  | 锥头蝗科                                                       |
|  |                                                                |
|  | 剑角蝗科 + 癞蝗科                                              |
|  |                                                                |

|  | 锥头蝗科          |
|  |                   |
|  | 剑角蝗科 + 癞蝗科 |
|  |                   |

|  | 牛蝗科                                                         |
|  |                                                                |
|  | \| \| 锥头蝗科 \| \| \| \| \| \| 剑角蝗科 + 癞蝗科 \| \| \| \| |
|  |                                                                |
|  | 锥头蝗科                                                       |
|  |                                                                |
|  | 剑角蝗科 + 癞蝗科                                              |
|  |                                                                |

|  | 锥头蝗科          |
|  |                   |
|  | 剑角蝗科 + 癞蝗科 |
|  |                   |

|  | 牛蝗科                                                         |
|  |                                                                |
|  | \| \| 锥头蝗科 \| \| \| \| \| \| 剑角蝗科 + 癞蝗科 \| \| \| \| |
|  |                                                                |
|  | 锥头蝗科                                                       |
|  |                                                                |
|  | 剑角蝗科 + 癞蝗科                                              |
|  |                                                                |

|  | 锥头蝗科          |
|  |                   |
|  | 剑角蝗科 + 癞蝗科 |
|  |                   |

|  | 牛蝗科                                                         |
|  |                                                                |
|  | \| \| 锥头蝗科 \| \| \| \| \| \| 剑角蝗科 + 癞蝗科 \| \| \| \| |
|  |                                                                |
|  | 锥头蝗科                                                       |
|  |                                                                |
|  | 剑角蝗科 + 癞蝗科                                              |
|  |                                                                |

|  | 锥头蝗科          |
|  |                   |
|  | 剑角蝗科 + 癞蝗科 |
|  |                   |

|  | 牛蝗科                                                         |
|  |                                                                |
|  | \| \| 锥头蝗科 \| \| \| \| \| \| 剑角蝗科 + 癞蝗科 \| \| \| \| |
|  |                                                                |
|  | 锥头蝗科                                                       |
|  |                                                                |
|  | 剑角蝗科 + 癞蝗科                                              |
|  |                                                                |

|  | 锥头蝗科          |
|  |                   |
|  | 剑角蝗科 + 癞蝗科 |
|  |                   |

|  | 牛蝗科                                                         |
|  |                                                                |
|  | \| \| 锥头蝗科 \| \| \| \| \| \| 剑角蝗科 + 癞蝗科 \| \| \| \| |
|  |                                                                |
|  | 锥头蝗科                                                       |
|  |                                                                |
|  | 剑角蝗科 + 癞蝗科                                              |
|  |                                                                |

|  | 锥头蝗科          |
|  |                   |
|  | 剑角蝗科 + 癞蝗科 |
|  |                   |

|  | 牛蝗科                                                         |
|  |                                                                |
|  | \| \| 锥头蝗科 \| \| \| \| \| \| 剑角蝗科 + 癞蝗科 \| \| \| \| |
|  |                                                                |
|  | 锥头蝗科                                                       |
|  |                                                                |
|  | 剑角蝗科 + 癞蝗科                                              |
|  |                                                                |

|  | 锥头蝗科          |
|  |                   |
|  | 剑角蝗科 + 癞蝗科 |
|  |                   |

|  | 牛蝗科                                                         |
|  |                                                                |
|  | \| \| 锥头蝗科 \| \| \| \| \| \| 剑角蝗科 + 癞蝗科 \| \| \| \| |
|  |                                                                |
|  | 锥头蝗科                                                       |
|  |                                                                |
|  | 剑角蝗科 + 癞蝗科                                              |
|  |                                                                |

|  | 锥头蝗科          |
|  |                   |
|  | 剑角蝗科 + 癞蝗科 |
|  |                   |

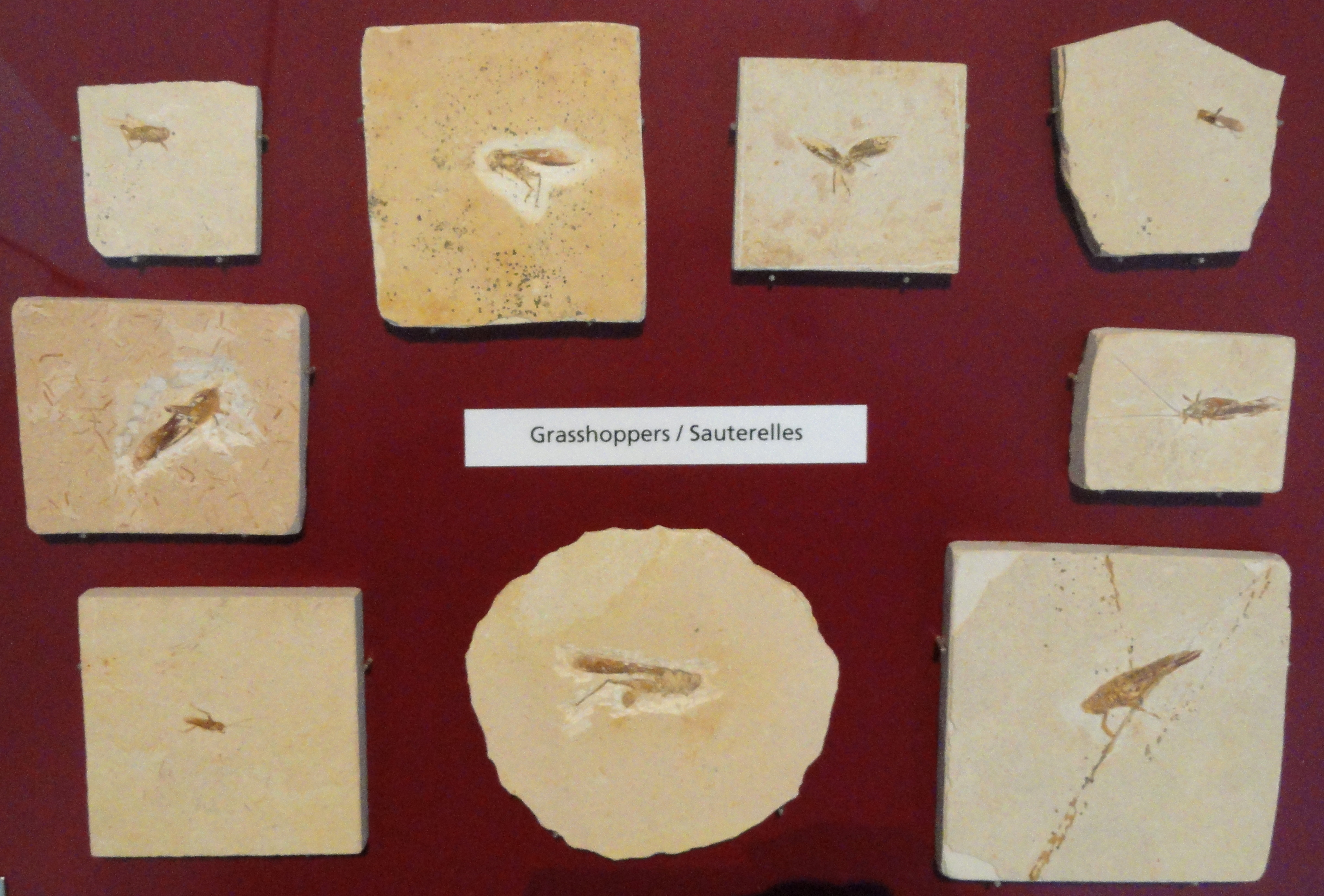
皇家安大略博物馆的蚂蚱化石

在进化方面，锥尾亚目和剑尾亚目之间的分离不晚于二叠纪—三叠纪灭绝事件；最早肯定属于锥尾亚目的昆虫是三叠纪早期已灭绝的 Locustopseidae 和直蝗科（Locustavidae），距今大约 2.5 亿年前。该种群在三叠纪期间多样化，从那时到现在一直是重要的食草动物。最早的现代科，如蜢科、蚱科和蚤蝼科出现在白垩纪，尽管一些可能属于这些类群中后两者的昆虫是在侏罗纪早期发现的。由于许多类群已经趋于一个共同的栖息地类型，形态学分类很困难；最近的分类学家将注意力集中在内生殖器上，尤其是雄性的内生殖器。这些信息无法从化石标本中获得，古生物分类学主要建立在后翅的脉络分析上。
锥尾亚目包括大约 2,400 个有效属和大约 11,000 个已知物种。可能存在许多未描述的物种，尤其是在热带潮湿的森林中。锥尾亚目主要分布在热带，温带的已知物种较少，但大多数总科在世界范围内都有代表。它们几乎完全是食草动物，可能是现存最古老的咀嚼食草昆虫类群。
最多样化的总科是蝗总科，大约有 8,000 种。其中两个主要的科是分布在世界范围内的剑角蝗科（蚱蜢和蝗虫），以及主要分布在新大陆的花癩蝗科（钝蝗）。针癞蝗科和無翅蝗科是南美洲的，小蝻蝗科、Lithidiidae 和癞蝗科主要分布在非洲。水蝗是夜行性的，可以在水上游泳或滑行，而無翅蝗则没有翅膀。大腹蝗科（牛蝗科）原产于非洲，尤其是南部非洲，以雄性膨胀的腹部为特征。

## 特征
蝗虫具有头部、胸部和腹部的典型昆虫身体结构。头部垂直于身体成一定角度，口器在下方。头上长着一对视野开阔的大复眼，三只能察觉明暗的单眼，以及一对触觉和嗅觉敏感的须状触角。向下指向的口器适于咀嚼，在颚前有两个感觉触须。

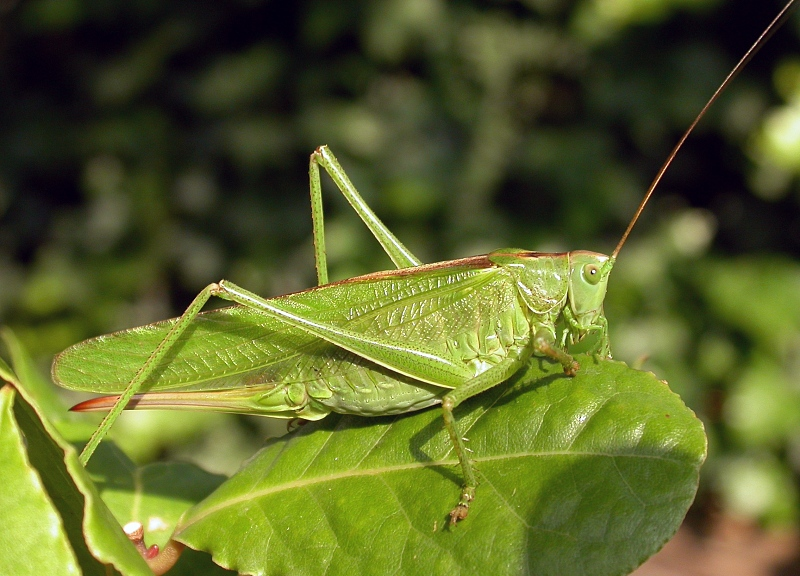
劍尾亞目，如同这只绿丛螽蟖，看起来有点像蚱蜢，但它们的触角有 20 多节并且有不同的产卵器。

胸部和腹部是分段的，有坚硬的表皮，由甲殼質组成的重叠板组成。三个融合的胸段有三对腿和两对翅膀。被称为覆翅的前翅狭窄而坚韧，而后翅大而呈薄膜状，由静脉提供力量。腿的末端有爪子可供抓握。后腿特别有力；股节很结实，有数个脊，不同的表面连接在一起，在某些物种中，内脊带有发声的音锉。胫节后缘有双排棘，靠近其下端有一对铰接的骨刺。胸部内部容纳控制翅膀和腿的肌肉。
腹部有共有十一节，第一节与胸部结合，包含鼓膜器官和听觉系统。二至八节呈环形，由柔性膜连接。九至十一段的尺寸减小；第九节有一对尾须，第十节和十一节有生殖器官。雌性蝗虫通常比雄性大，有短小的产卵器。锥尾亚目“Caelifera”的名称来自拉丁语，意思是“携带有凿子的”，指的就是产卵器的形状。
經常发出声音的物种通常是将后腿上的一排音锉与前翅的边缘互相摩擦，達到鸣音的效果。尽管在某些物种中，雌雄都会发出嘶鸣声，但整體而言還是以雄蟲發聲居多，藉以吸引雌蟲。
蚱蜢可能与蟋蟀相混淆，但它们在很多方面都不同；包括触角的节数和产卵器的结构，以及鼓膜器官的位置和产生声音的方法。劍尾亞目的触角比身体长得多，并且至少有 20—24 个节段，而锥尾亚目的触角更短、更结实，节段更少。

## 生物学

### 饮食与消化

口器结构

大多数蚱蜢是多食性的植食動物，吃多种植被，但有些是杂食性的，吃动物组织和动物粪便。一般来说，他们偏爱食草，包括许多作为农作物种植的谷物。它们有典型的昆虫消化系统，食物由马氏管排入中肠。碳水化合物主要在嗉囊中被消化，而蛋白质则在中肠的盲肠中被消化。它们的唾液很丰富，但大部分不含酶，主要有助于肠道运送食物和马氏管分泌物。一些蚱蜢拥有纤维素酶，它通过软化植物细胞壁使植物细胞养分被其他消化酶吸收。蝗虫在成群结队时也可能同类相食。

### 感觉器官

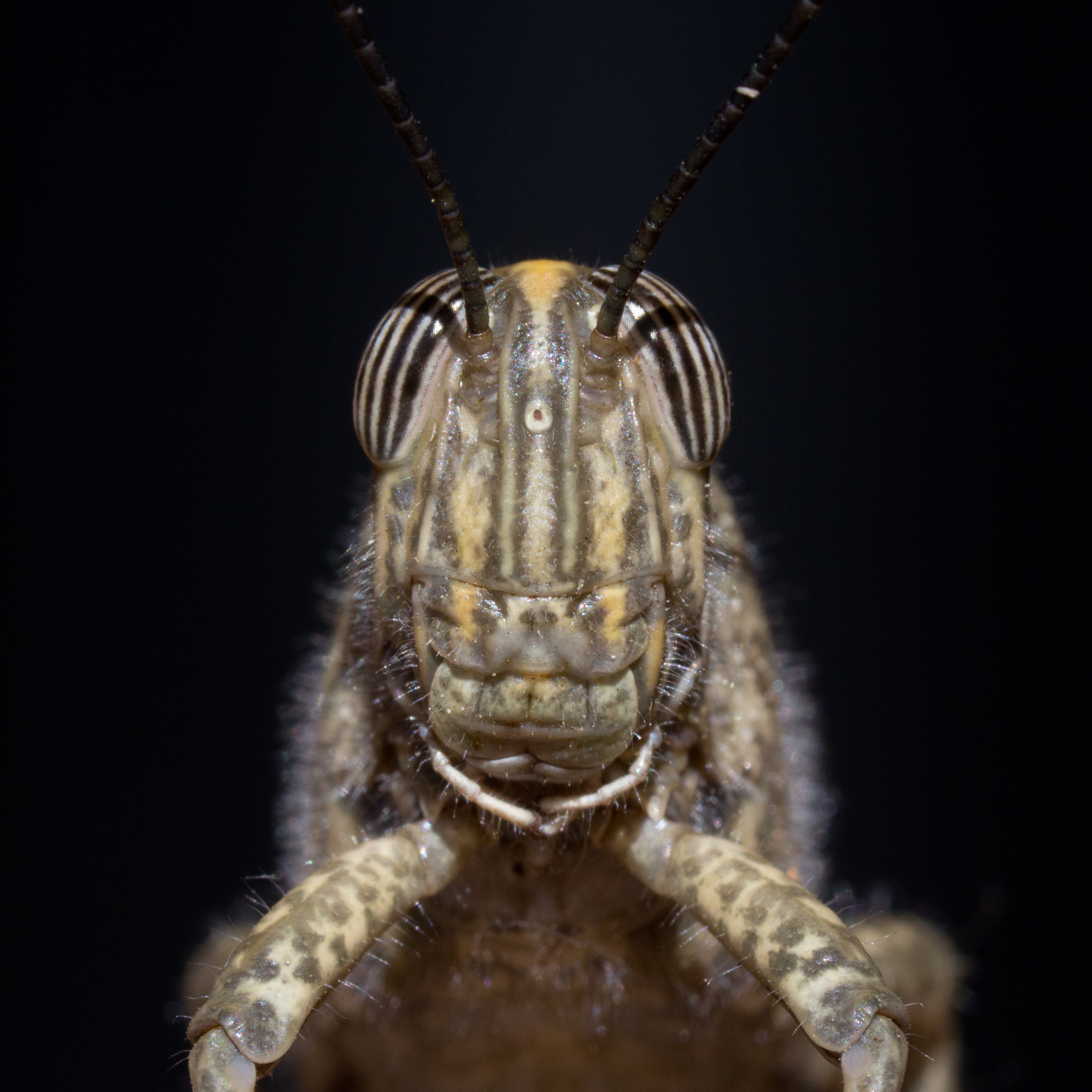
埃及蚂蚱（Anacridium aegyptium）的正面图，展示了复眼、微小的单眼和众多的刚毛

蝗虫具有典型的昆虫神经系统，并且具有复杂的外部感觉器官。头部两侧有一对大复眼，视野开阔，能察觉运动、形状、颜色和距离。额头上还有三只单眼，可以检测光线强度；一对包含嗅觉和触觉感受器的触角，以及包含味觉感受器的口器。腹部前端有一对接收声音的鼓室。全身覆盖着许多细毛（刚毛），充当机械感受器（触觉和空气运动传感器），其中在触角、触肢（嘴的一部分）和腹部尖端的尾须上最为密集。腿部角质层中嵌入了特殊的感受器（钟形感器），可感知压力和角质层形变。它们有专门检测外骨骼关节位置和运动的内部“脊索”感觉器官。受体通过感觉神经元将信息传递给中枢神经系统，其中大部分的细胞体位于受体部位本身附近。

### 循环和呼吸
和其他昆虫一样，蚱蜢有着开放式循环系统，它们的体腔充滿血淋巴。腹部上部的类心脏状结构将液体泵送到头部，从头部渗过组织和器官，然后返回腹部。该系统在全身循环营养物质，并携带代谢废物排入肠道。血淋巴的其他功能包括伤口愈合、传热和提供静水压力，但循环系统不参与气体交换。呼吸是使用气管进行的，气管通过一对带阀的气孔在胸腔和腹部的表面打开。较大的昆虫可能需要分别打开和关闭一些气孔来主动给身体通风，使用腹肌来扩张和收缩身体并通过系统泵送空气。

### 跳跃
蚱蜢通过伸展它们强壮的后肢并推动着力点（地面、树枝、草叶或它们站立的任何表面）来跳跃；反作用力将它们推向空中。像蝗虫这样的大型蚱蜢，可以在不使用翅膀的情况下跳跃大约一米（二十倍体长）；加速度峰值大约在20倍重力加速度。
它们跳跃有几个原因：让自己飞起来以逃避捕食者，或者是单纯从一个地方移动到另一个地方。尤其对于逃生来说，由于这决定了蚱蜢的逃跑距离，它们面临很大的选择压力来最大化起跳速度。这意味着它们的后肢必须拥有强大的力量并以高速反推地面。而肌肉的一个基本特性是它不能同时以高强度和高速度收缩。蚱蜢则使用类似弹弓的原理来放大其肌肉产生的机械能来克服这一点。
跳跃过程可以分为三个阶段。首先，蚱蜢激活胫节屈肌，使腿部的下部（胫节）完全折叠至上部（股节）（本文顶部照片中蚱蜢的后腿即处于这个准备位置）。其次，腿部肌肉有一段共同收缩期，在这段时间里，大的胫节羽状伸肌会积聚力量，但胫节屈肌会同时收缩，从而保持弯曲。腿部的伸肌比屈肌强壮得多，但后者在关节的特化作用下得到增强，当胫节完全弯曲时，它比前者具有更大的机械效能优势。共同收缩阶段可以持续长达半秒，在此期间，伸肌通过扭曲腿部僵硬的表皮结构来收缩并储存弹性应变能。伸肌收缩非常缓慢（几乎是等长收缩），这使得它可以产生很大的力量（在沙漠蝗虫中可高达14牛），但由于低速，所以仅需较小的功率。跳跃的第三阶段是触发屈肌松弛，使胫节从屈曲位置释放。随后胫节的快速伸展并非由伸肌的进一步缩短导致，而主要是由其弹性结构的松弛所驱动。通过这种方式，蝗虫僵硬的角质层就像弹射器或弓一样富有弹性。能量通过缓慢但强烈的肌肉收缩以低功率储存，并通过机械弹性结构的快速松弛以高功率从储能中回收。

### 鸣叫
雄性蚱蜢在一天中的大部分时间里都在发出鸣声，在最佳条件下更积极地鸣叫，而在不利条件下则更加柔和；雌性也会发声，但与雄性相比，它们的鸣声微不足道。有时可以观察到雄性晚期若虫做出发声动作，尽管它们此时仍缺乏发出声音的身体部位，但这足以证明这种行为特征的重要性。鸣叫是一种交流方式；雄性的叫声可能表达了其生殖成熟以及对种群凝聚和个体繁衍的渴望。由于蚱蜢能够跳跃或飞行很远的距离，种群的凝聚力变得十分必要，鸣叫可以限制种群的散布并引导其他个体到适宜的栖息地。总体的鸣声在韵律和强度上可能会有所不同，在有雄性竞争对手存在时鸣声会发生改变，并在附近有雌性时再次变为求爱歌曲。在大腹蝗科（牛蝗科）的雄性蚱蜢鸣叫时，其增大的腹部会放大它们的鸣声。

### 生命周期

六个发育阶段（龄期），从刚孵出的若虫到长翅的成虫

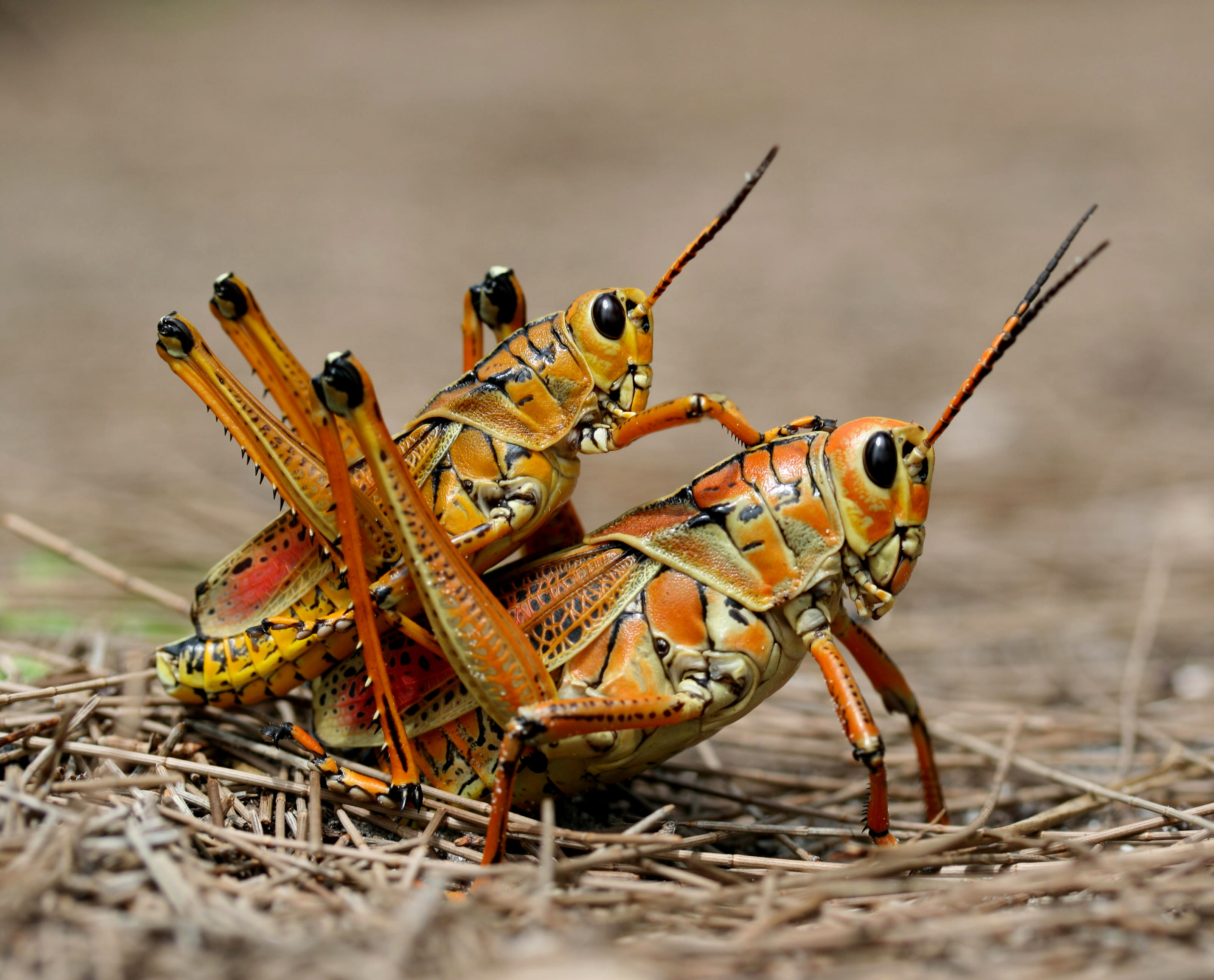
小翅钝蝗（Romalea microptera）：雌性（较大）正在雄性陪同下产卵

在大多数蚱蜢物种中，雄性与雌性之间的争斗大多是仪式性的展示，很少会升级为真正的冲突。但也一些例外情况，比如澳大利亚的高山蚱蜢 Kosciuscola tristis，雄性可能会在正在产卵的雌性上与其发生战斗；双方会通过缠绕、咬、踢和骑抱来交战。
新成熟的雌性蚂蚱有一到两周的产卵前期，体重同时增加，卵子成熟。交配后，大多数物种的雌性通常会在夏季用产卵器在靠近食物植被的地面上的卵囊中产下一批卵。产卵后，用泥土和落叶盖住洞口。有些物种，如半水生的 Cornops aquaticum ，会将卵囊直接植入植物组织中。另一些物种，会用泡沫将卵囊中的卵与其粘连在一起。经过几周的发育，大多数温带气候物种的卵进入滞育状态，并在这种状态下过冬。滞育被足够低的地表温度打破，一旦地表温度高于某个阈值温度，发育就会恢复。卵囊中的胚胎通常都在几分钟内孵化出来。它们很快就会蜕掉外膜，外骨骼也会变硬。这些一龄若虫由此可以从捕食者身边跳开。 
蚱蜢经历不完全变态：它们反复蜕皮，每一龄都变得越来越大，越来越像成虫，翅芽的大小在每个阶段都在增加。龄期因物种而异，但通常为六龄。最后一次蜕皮后，翅膀会膨胀展开并发挥全部功能。取决于具体的性别和温度，迁徙性蝗虫 Melanoplus sanguinipes 的若虫寿命约为25至30天，成虫寿命约为51天。

### 群居

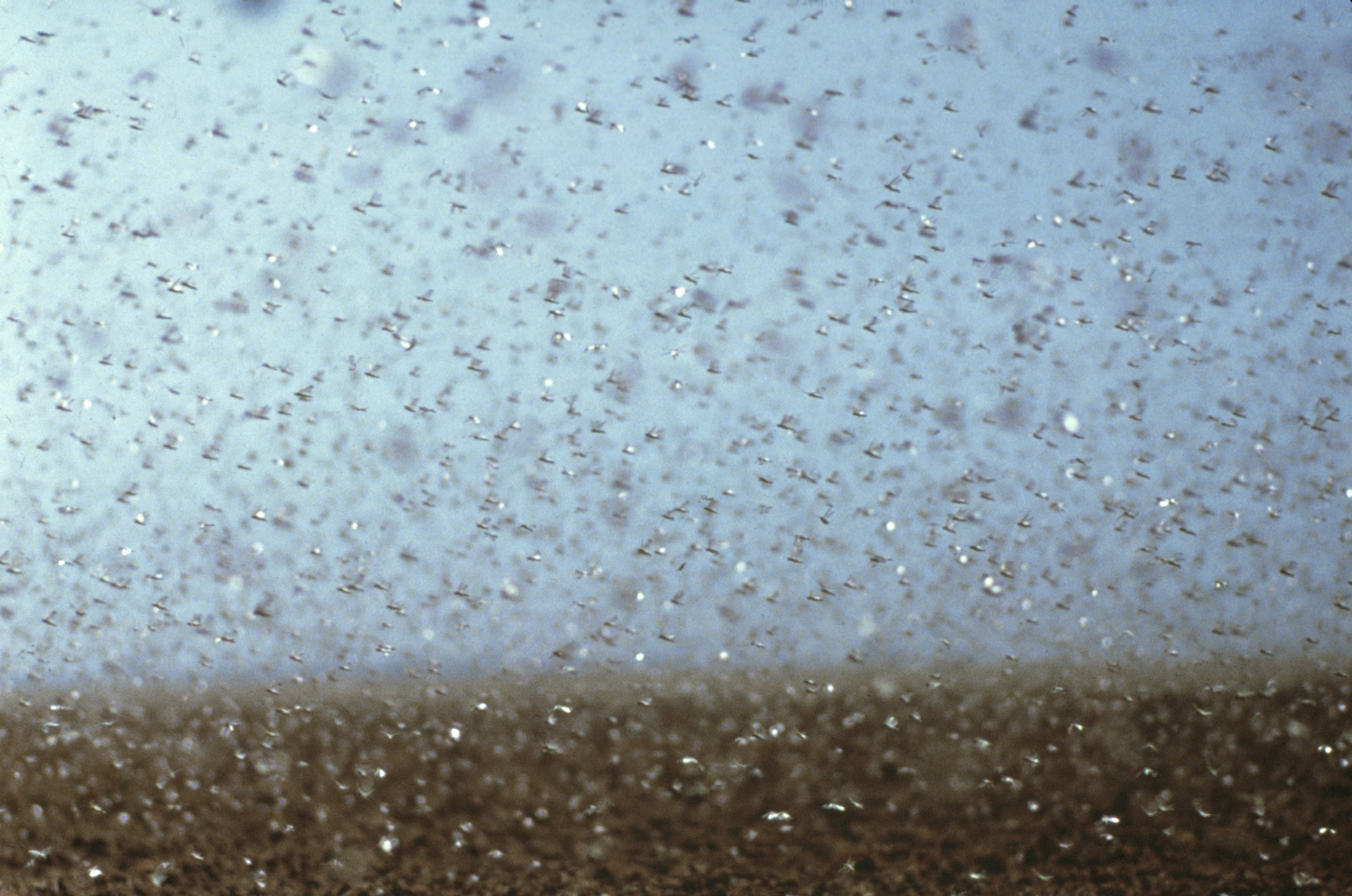
数以百万计的澳洲疫蝗在迁移

蝗虫可以专指剑角蝗科中某些短角蚱蜢的群居阶段。群行行为是蝗虫对种群过度拥挤的反应。增加蚱蜢后腿的触觉刺激会导致血清素水平升高。这会导致蚱蜢变色，进食更多，繁殖更快。在短时间内，每分钟数次的接触刺激会导致散居型个体转变为群居型个体。 
在这种转变之后，在适宜的条件下会出现由不会飞的若虫组成的密集游荡带，被称之为“跳虫”（hoppers）。它们产生的信息素会使这些昆虫相互吸引成群。由于一年可产生几代，蝗虫种群可以从局部群体发展成造成蝗灾的大量飞虫，席卷吞噬它们遇到的所有植被。历史上有记载的最大规模蝗群出现于1875年，是由现已灭绝的落基山蝗形成的；该蝗群范围长达1,800英里（2,900公里），宽110英里（180公里）；一项估计表明，所涉及的蝗虫数量高达3.5兆隻。一只成年沙漠蝗蟲每天可以吃掉大约2克（0.1盎司）的植被资源，因此如此大规模种群中的数十亿昆虫可具有惊人的破坏性，受影响区域内植物的所有枝叶被席卷一空，植物的茎、花、果实、种子和树皮也被蚕食殆尽。

## 天敌

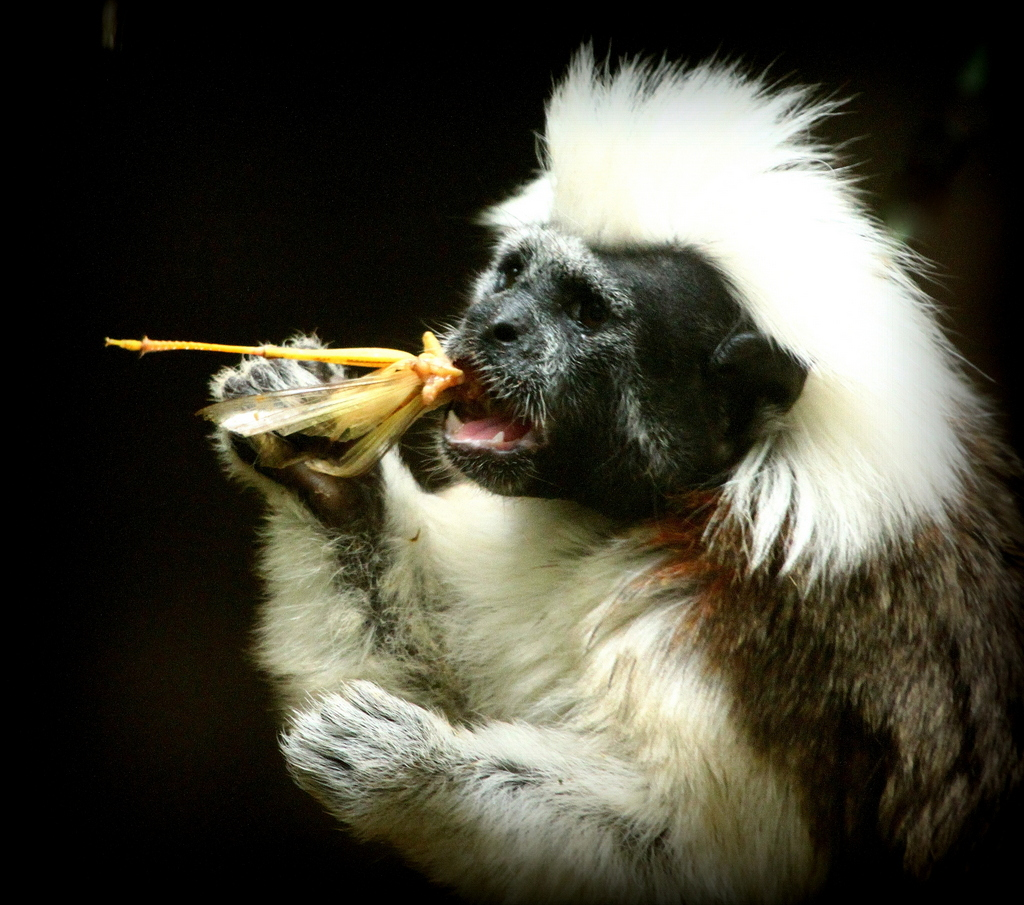
正在吃蚂蚱的絨頂檉柳猴

蝗蟲在其生命的不同階段有各種各樣的天敵；它們的蟲卵為蜂虻、步甲蟲和芫菁所食；幼蟲和成蟲會遭到如螞蟻、盜虻和泥蜂等昆蟲、蜘蛛以及許多鳥類和小型哺乳動物（包括狗和貓）的捕食。
蝗虫的卵和若虫会受到包括丽蝇、麻蝇和寄生蠅在内的拟寄生物的侵袭。成虫和若虫的体外寄生虫还包括螨虫。被螨虫寄生的雌性蝗虫产卵较少，因此与未受影响的个体相比，其后代也较少。

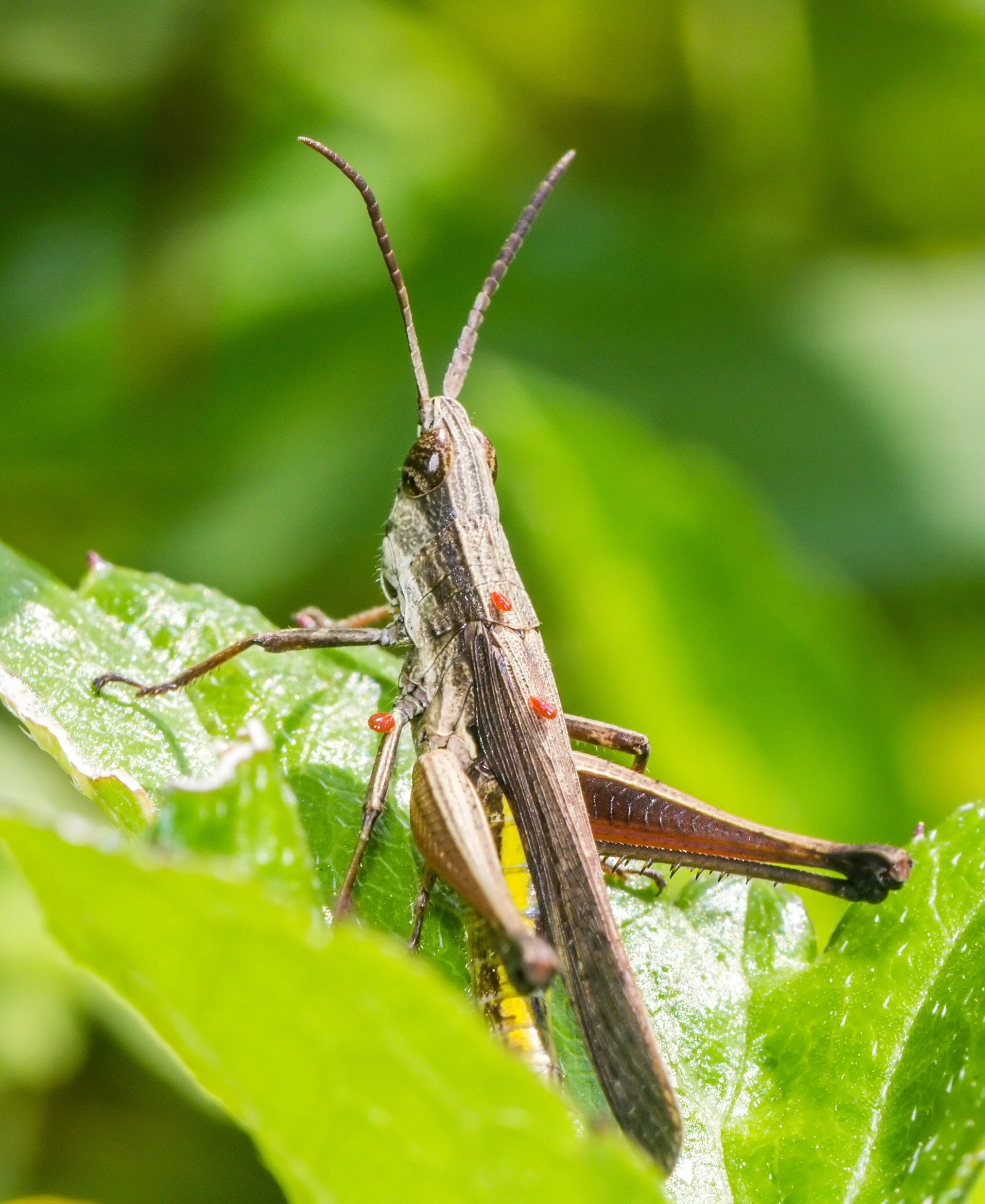
带有寄生螨的蚂蚱

黑色索线虫（Mermis nigrescens）是一种细长的蠕虫，可感染蝗虫，生活在宿主昆虫的血腔中。成年索线虫会在植物上产卵，当叶子被蝗虫吃掉时宿主就会被感染。金线虫（Spinochordodes tellinii）和铁线虫（Paragordius tricuspidatus）是两种会感染蝗虫并改变宿主的行为的寄生虫。当蠕虫发育成熟时，会促使宿主主动跳入附近的水体被淹死，从而使寄生虫能够进入水中继续其生命周期的下一阶段。

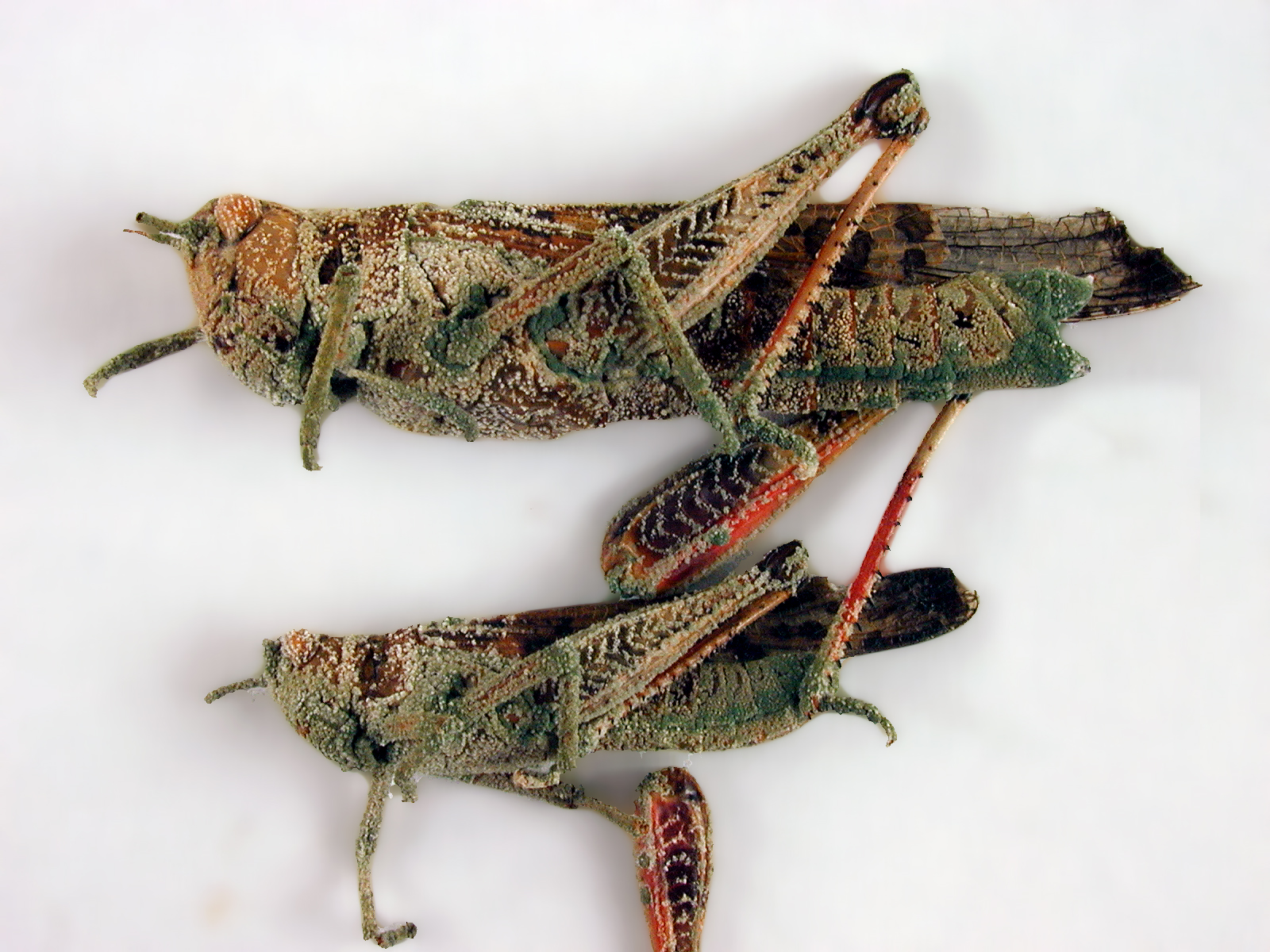
被天然存在的真菌蝗綠殭菌杀死的蝗虫，这是一种环保的生物控制手段。联邦科学与工业研究组织，2005年

蝗虫还会受到由细菌、病毒、真菌和原生动物所引起的疾病的影响。粘质沙雷氏菌和铜绿假单胞菌都可引起蚱蜢的疾病，虫生真菌球孢白僵菌（Beauveria bassiana）也是如此。这种广泛传播的真菌已被用于控制世界各地的各种害虫。不过，尽管它会感染蚱蜢，但这种感染通常不会致命，因为晒太阳会使昆虫的体温升高到真菌难以承受的阈值以上。真菌病原体蝗噬虫霉（Entomophaga grylli）能够影响其蝗虫宿主的行为，使其爬到植物的顶部并在死亡时紧贴茎干。这确保了从尸体中释放出来的真菌孢子能够广泛地传播。 
真菌病原体蝗綠殭菌（Metarhizium acridum）存在于非洲、澳大利亚和巴西，并在这些地方引起了蝗虫流行病。有研究正在验证它是否能被用作控制蝗虫的微生物杀虫剂。曾经被认为是原生动物的微孢子虫真菌 Nosema locustae 对蝗虫可能是致命的。它必须经口食用进入蝗虫体内，是商用微生物诱饵杀虫剂的基础。此外研究者还在蝗虫肠道中发现了各种其他微孢子虫和原生动物。

### 反捕防御
蚱蜢展现了一系列反捕食者适应性，使它们能够尽量避免被发现，在即便被发现时逃跑，并且在某些情况下避免被捕获后被吃掉。蚱蜢经常伪装起来，以避免被目视捕食的食肉动物发现；有些物种可以改变它们的颜色以融入周围环境。
一些物种，如葉斑枝蝗科的 Phyllochoreia ramakrishnai，可以惟妙惟肖地模仿叶子。枝蝗科在形状和颜色上模仿树枝。蚱蜢的翅膀上通常有具恐吓作用的纹理，能突然闪现出鲜艳的色彩，可能会惊吓住捕食者以拖延时间，以便趁机通过跳跃和飞行的方式逃脱。 
有些物种依靠真正的警戒作用，它们具有明亮的警戒色和足够的毒性来阻止捕食者。锥头蝗科的 Dictyophorus productus 是一种“笨重、臃肿、行动迟缓的昆虫”，不会试图躲藏；它有鲜红色的腹部。取食蚱蜢的长尾猴會迴避这个物种。剑角蝗科物種 Dactylotum bicolor 的體色，也已被驗證对其天敌小条纹鞭尾蜥蜴（Aspidoscelis inornatus）具有警戒作用。

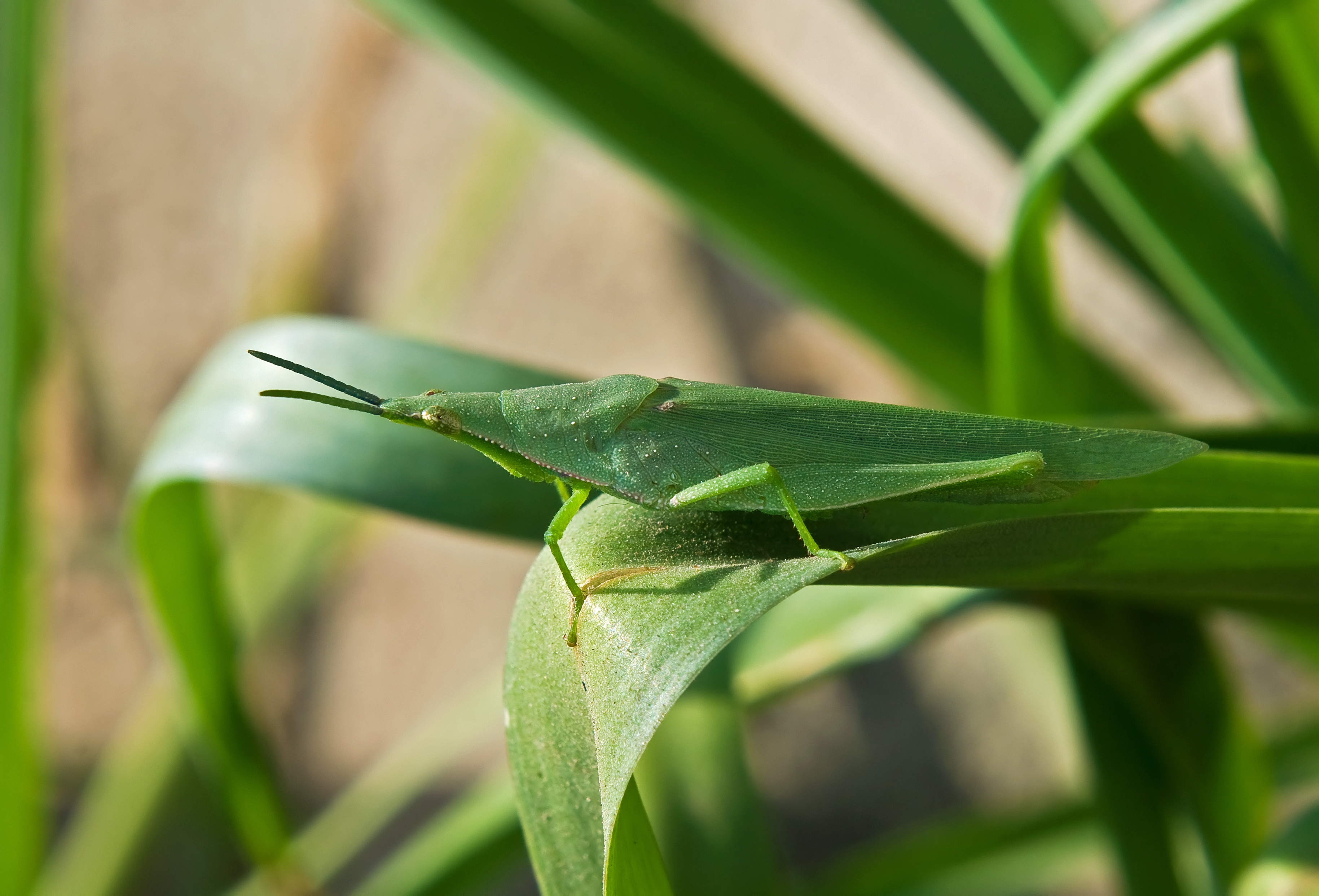
长额负蝗（Atractomorpha lata）依靠伪装躲避捕食者
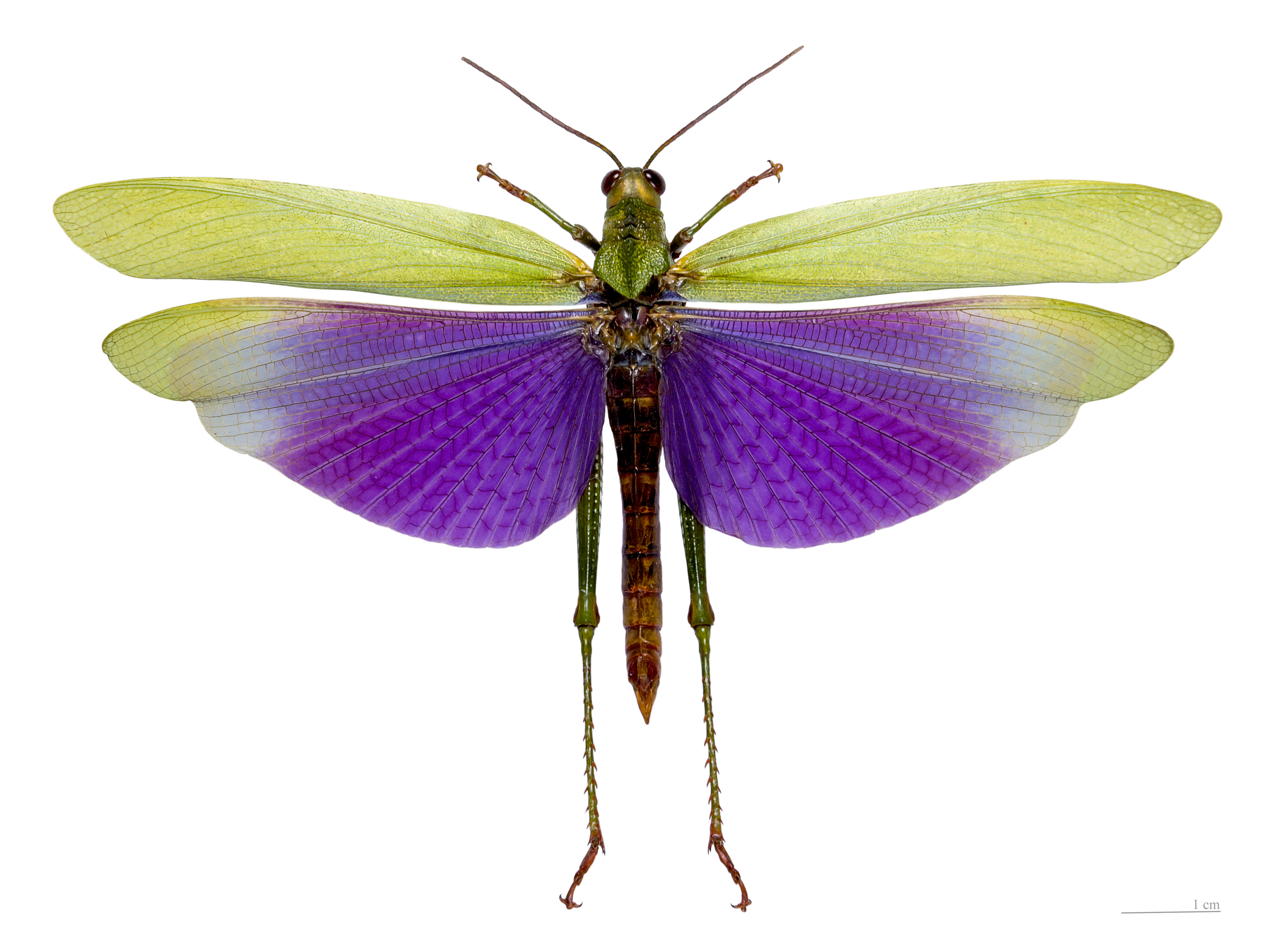
蓝翅巨蝗（Titanacris albipes，也称为紫裳巨蝗），一种钝蝗，有显眼色彩的翅膀，用来恐吓捕食者
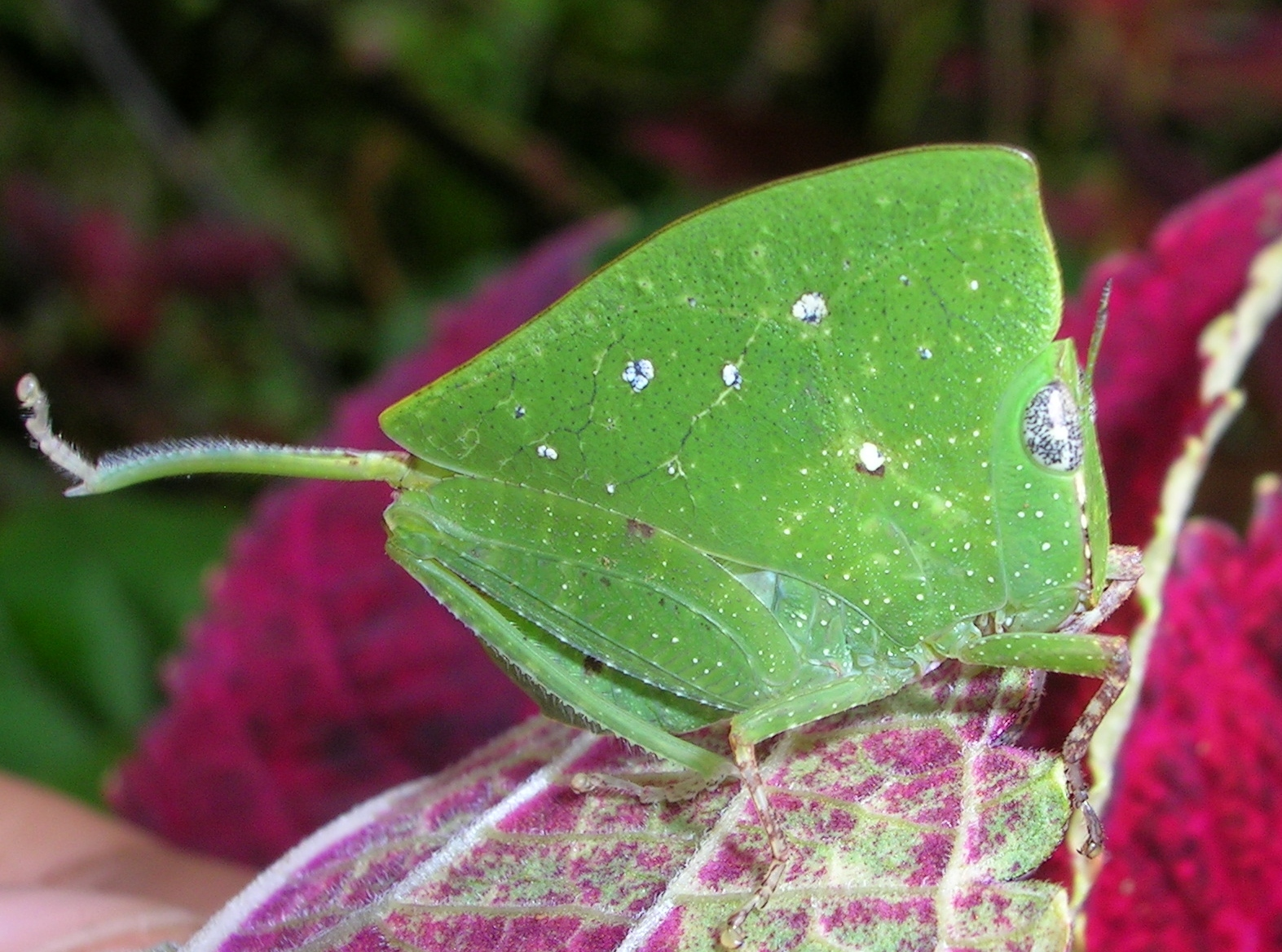
Phyllochoreia ramakrishnai（脊蜢科）模仿绿叶
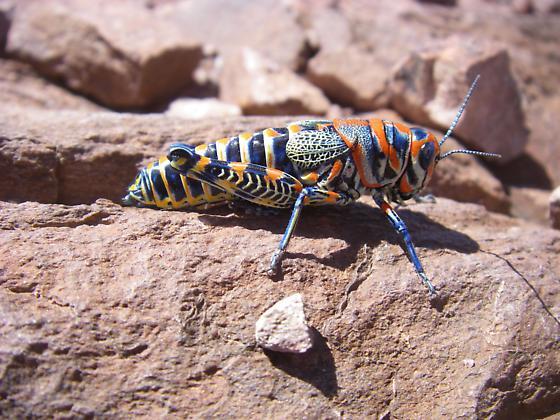
彩虹蚱蜢（Dactylotum bicolor）用警戒色阻止捕食者
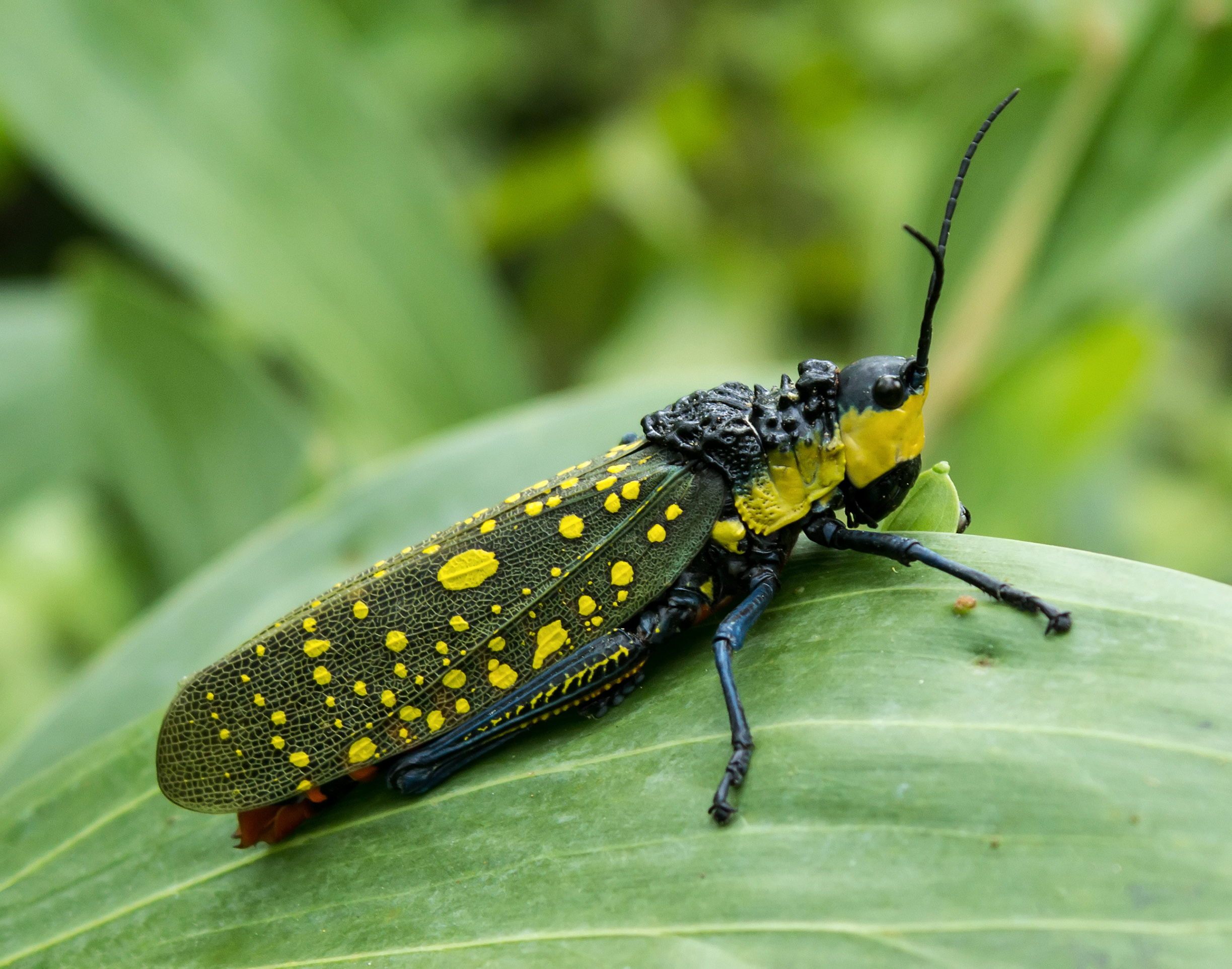
黄星蝗（Aularches miliaris）遇到危险时会以分泌的有毒泡沫和警戒色来自卫

## 与人类的关系

### 在艺术和影视作品中

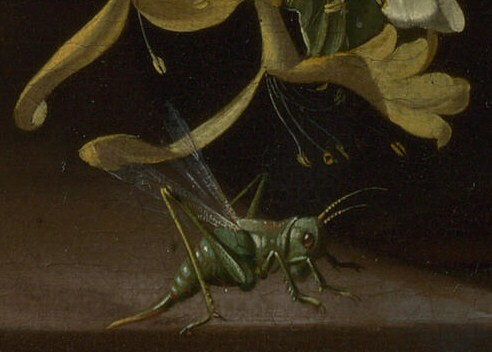
瑞秋·魯伊希1685年作品 Flowers in a Vase 桌上的蚱蜢，现存于伦敦国家美术馆

蝗虫偶尔会出现在艺术创作中，例如荷兰黄金时代画家巴尔塔萨·范·德·阿斯特现存于伦敦国家美术馆的静物油画 Flowers in a Vase with Shells and Insects, c. 1630，尽管其描绘的昆虫可能是灌木蟋蟀。 
在瑞秋·魯伊希的静物画 Flowers in a Vase, c. 1685 中也发现了另一种直翅目昆虫，画廊策展人贝齐·威斯曼（Betsy Wieseman）表示，这个看似静止的场景因“桌上一只看起来已准备好迎接春天到来的蚱蜢”，以及其他无脊椎动物，包括一只蜘蛛、一只蚂蚁和两只毛毛虫，而变得生动起来。  
蚱蜢也出现在电影中。1957年的电影 Beginning of the End 描绘了攻击芝加哥的巨型蚱蜢。在 1998 年的迪斯尼/皮克斯动画电影《虫虫危机》中，反派是一群蚱蜢，它们的头目霍珀（Hopper）是主要反派。 
1971 年特摄电视剧《假面骑士》的主角為蝗蟲改造人，除了肉體強化以外並具備蝗蟲強大的跳躍能力，其必殺技「騎士踢」也源自此概念，並成為假面騎士系列的招牌元素。

### 象征主义

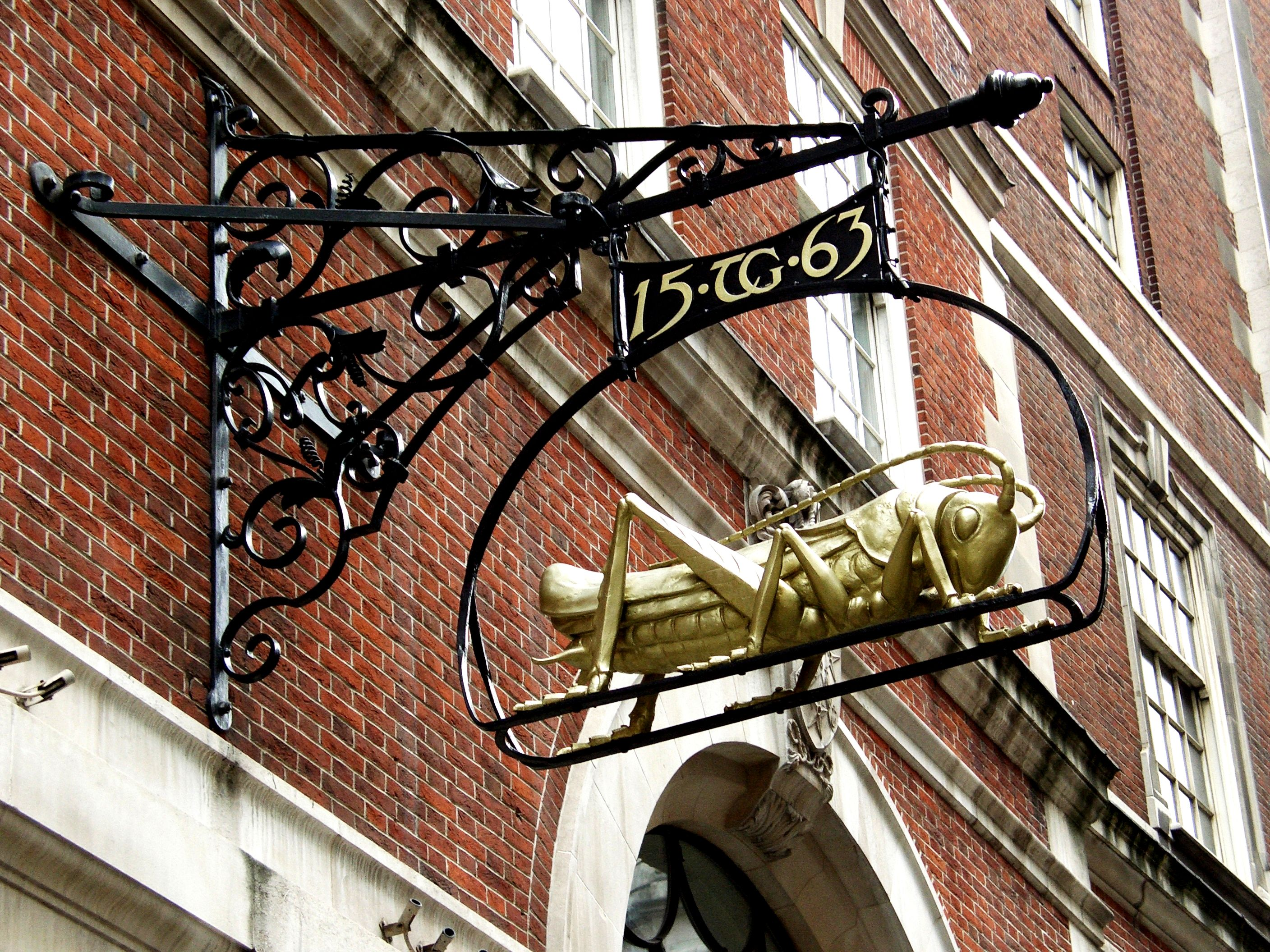
1563年托马斯·格雷欣爵士在伦敦朗伯德街的镀金草蜢

蚱蜢有时被用作一种象征符号。在古希腊时代，蚱蜢是雅典城邦的象征，可能是因为它们是阿提卡干旱平原上最常见的昆虫之一。有一段时间，雅典土著佩戴金色的蚱蜢胸针，象征着他们有纯正的雅典血统。此外，庇西特拉图还在雅典卫城前悬挂了一种蚂蚱的雕像作为驱邪魔法。 
蚱蜢的另一个象征性用途是托马斯·格雷欣爵士在伦敦朗伯德街的镀金草蜢，可追溯到1563年；该建筑曾一度是佳聯皇家交易保險的总部，但由于担心与蝗虫混淆，该公司拒绝了继续使用该符号。
当蚂蚱出现在梦中时，它们被解释为“自由、独立、精神启蒙、无法安定下来或做出决定”的象征。对于农民来说，蝗虫的即意味着对庄稼的破坏；对于非农业人群来说，它们被比喻为“恶男恶女”；和“吉普赛人”的“奢侈、不幸和短暂的幸福”。
在中文世界里，蝗虫常带有贬义，并被带有歧视色彩地用于形容不受欢迎的人。2010年代，香港的部分居民曾经用“蝗虫”形容来自中国大陆的游客，象征他们如同蝗虫一般消耗香港本地的社会资源与福利。

### 作为食物

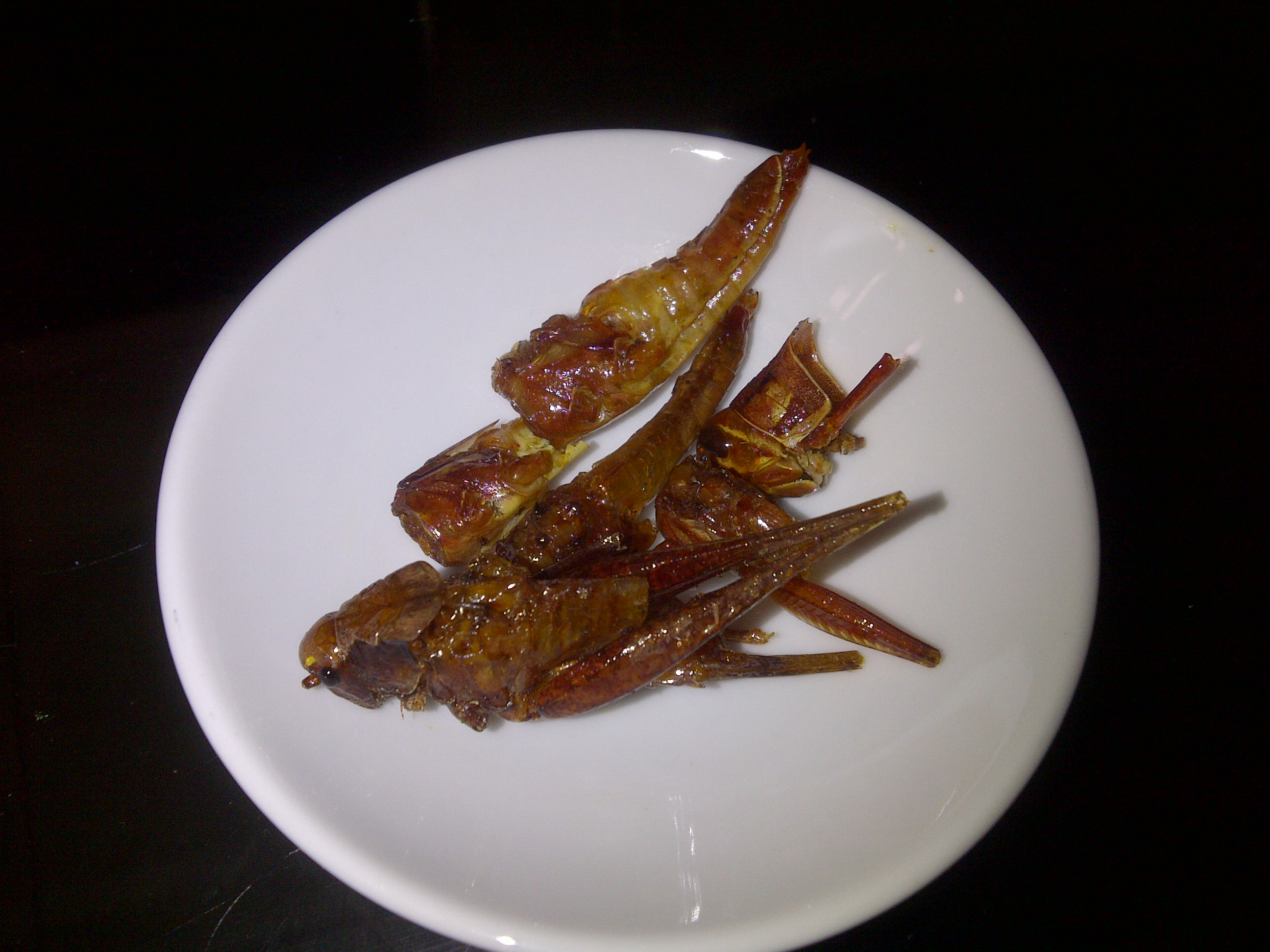
印度尼西亚爪哇日惹古农基都耳的炸蚂蚱

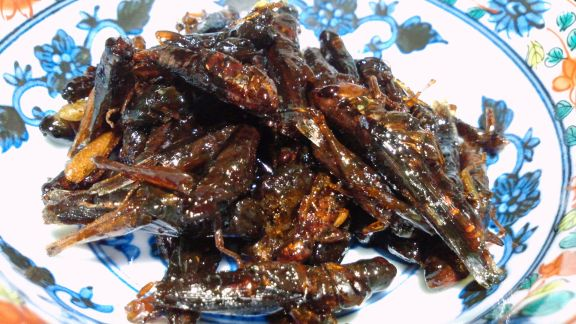
日本一道咸甜口味的蚱蜢菜肴（蝗虫佃煮）

在一些国家，蚱蜢被用作食物。在墨西哥南部，被称为 chapulines 的蚱蜢被用于各种菜肴中，例如用辣椒酱制成的薄饼。在一些中国食品市场，比如东华门夜市，有蚱蜢烤串贩售。在印度尼西亚爪哇日惹的古农基都耳，可以吃到炸蚂蚱（walang goreng）。蚱蜢是乌干达人喜爱的美食。它们通常是油炸做法（最常见于雨季后的11月和5月）。在美国，歐隆尼族人烧毁草地，将蚱蜢赶到坑里，收集它们作为食物。
圣经记载施洗约翰在旷野中吃蝗虫和野蜜（希臘語：ἀκρίδες καὶ μέλι ἄγριον，akrídes kaì méli ágrion）。然而，由于将他描绘成苦行者的传统，有人试图解释称这里“蝗虫”其实是一种适合苦行者的素食，例如长角豆，但 ἀκρίδες 这个词的意思很明显是蚱蜢。  
近年来，随着寻找替代健康和可持续的蛋白质来源的风潮，经营蚱蜢农场的商业公司正在培育食用蚱蜢，并将其用作食品和蛋白质补充剂。

### 作为害虫

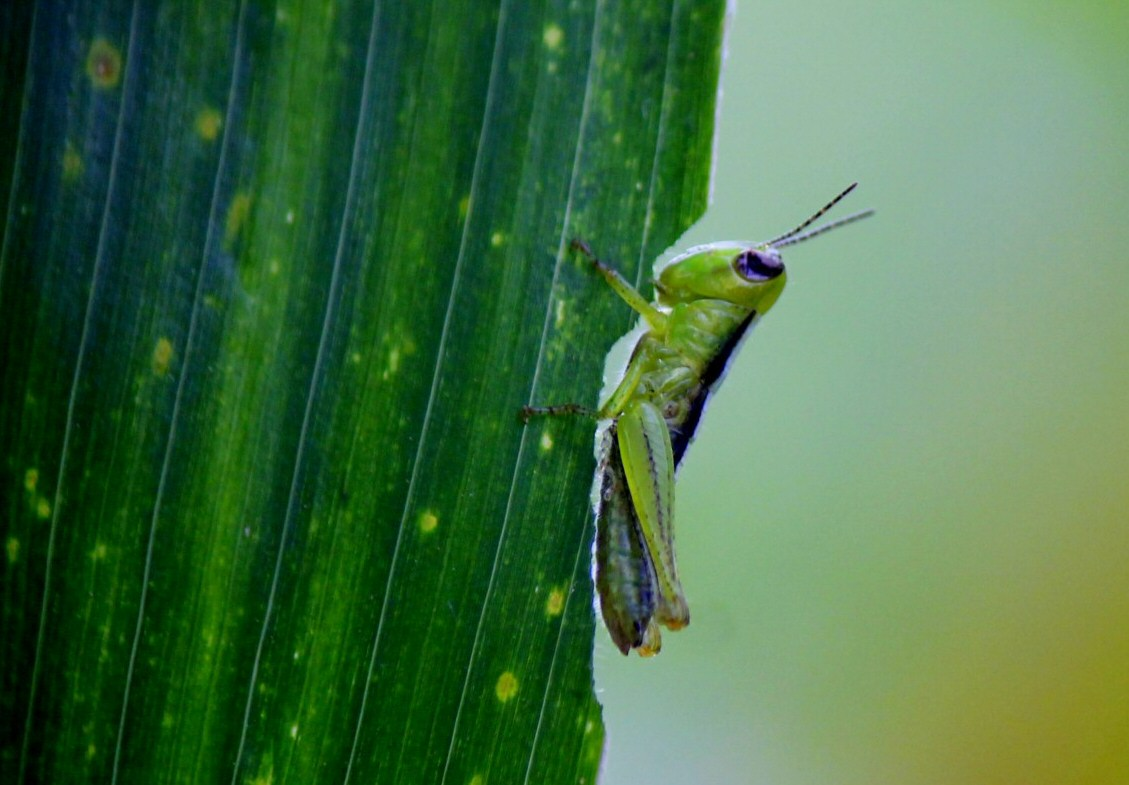
农作物虫害：一只蝗虫正在啃食玉米叶

蚱蜢在成年后和发育过程中都会吃掉大量的植物枝叶，在干旱地区和草原上可能成为严重的害虫。牧草、谷物、饲料、蔬菜和其他作物都会受到影响。蚱蜢经常晒太阳，并在温暖的阳光充足的条件下成长，因此干旱会刺激蝗虫数量增加。一个干旱季节通常不足以刺激种群大量增加，但几个连续的干旱季节却可以造成这样的后果，特别是当其中的冬季温和，大量若虫得以生存。尽管晴朗的天气会刺激蝗虫的生长，但同时也需要提供充足的食物供应以满足不断增加的蝗虫数量。这意味着虽然需要降水来刺激植物生长，但长时间的多云天气会减缓若虫的发育。
通过控制环境，可以最好地防止蚱蜢成为害虫。树木提供的阴影会阻止它们变化，并且可以通过从休耕地和田地边缘移除粗糙的植被，并阻止沟渠旁边和路肩植草的茂密生长来阻止它们移动到正在生长的作物上。随着蚱蜢数量的增加，捕食者的数量可能会增加，但这种情况通常发生得不够迅速，不会对蝗虫种群产生太大影响。科学家们正在研究生物控制方法，原生动物寄生虫蝗虫微孢子虫（Nosema locustae）的孢子可以与诱饵混合使用以控制蚱蜢，对未成熟的昆虫更有效。在小规模上，印楝素可以有效地抑制摄食和干扰若虫发育。可以使用杀虫剂，但成年蚱蜢很难杀死，而且当它们从周围的梯级生长物进入田地时，农作物可能很快就会再次受害。 
一些蝗虫物种，如中华稻蝗，是稻田中的害虫。耕作可以使虫卵暴露在田地表面，被阳光破坏或被天敌吃掉。有些卵可能埋得太深而无法孵化。
蝗灾会对人类造成毁灭性影响，导致饥荒和人口动荡。它们在《古兰经》和《圣经》中都有提及，并且还被认为是霍乱流行病的罪魁祸首，是由淹没在地中海中并在海滩上腐烂的蝗虫尸体引起的。联合国粮农组织和其他组织监测世界各地的蝗虫活动。及时施用杀虫剂可以防止在密集的成虫群聚集之前形成游荡的跳虫带。除了使用接触性杀虫剂的常规防控外，使用昆虫病原真菌蝗绿僵菌（Metarhizium acridum）的生物害虫防治也取得了一些成功，这种真菌专门感染蚱蜢。

### 在文学中

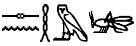
古埃及象形文字 snḥm

古埃及在辅音象形文字书写系统中代表蝗虫的词语写作 snḥm。法老拉美西斯二世将赫梯人的军队比作蝗虫：“他们覆盖了高山和山谷，就像蝗虫一样多。”
伊索寓言之一，后来由拉封丹重述，描写了《蚂蚁和蚱蜢》（“The Ant and the Grasshopper”）的故事。蚂蚁整个夏天都在努力工作，而蚱蜢则在玩耍。冬天，蚂蚁准备好了，蚂蚱却饿死了。威廉·萨默塞特·毛姆的短篇小说《蚂蚁与蚱蜢》通过复杂的框架探索了寓言的象征意义。除了缺乏远见之外，人类的其他弱点也被与蚱蜢联系起来。一个不忠的女人（从一个男人跳到另一个男人）在安东·契诃夫1892年的短篇小说《跳来跳去的女人》（罗马化：Poprygunya，意为蚱蜢）和杰里·帕里斯1969年的电影《大都会》（The Grasshopper）中被描绘为“一只蚱蜢”。
中国古典小说《红楼梦》第四十二回中，林黛玉将刘姥姥在大观园大吃大喝大嚼的样子形容为“母蝗虫”：“他是那一門子的姥姥，直叫他是個‘母蝗虫’就是了。”

### 在机械工程中

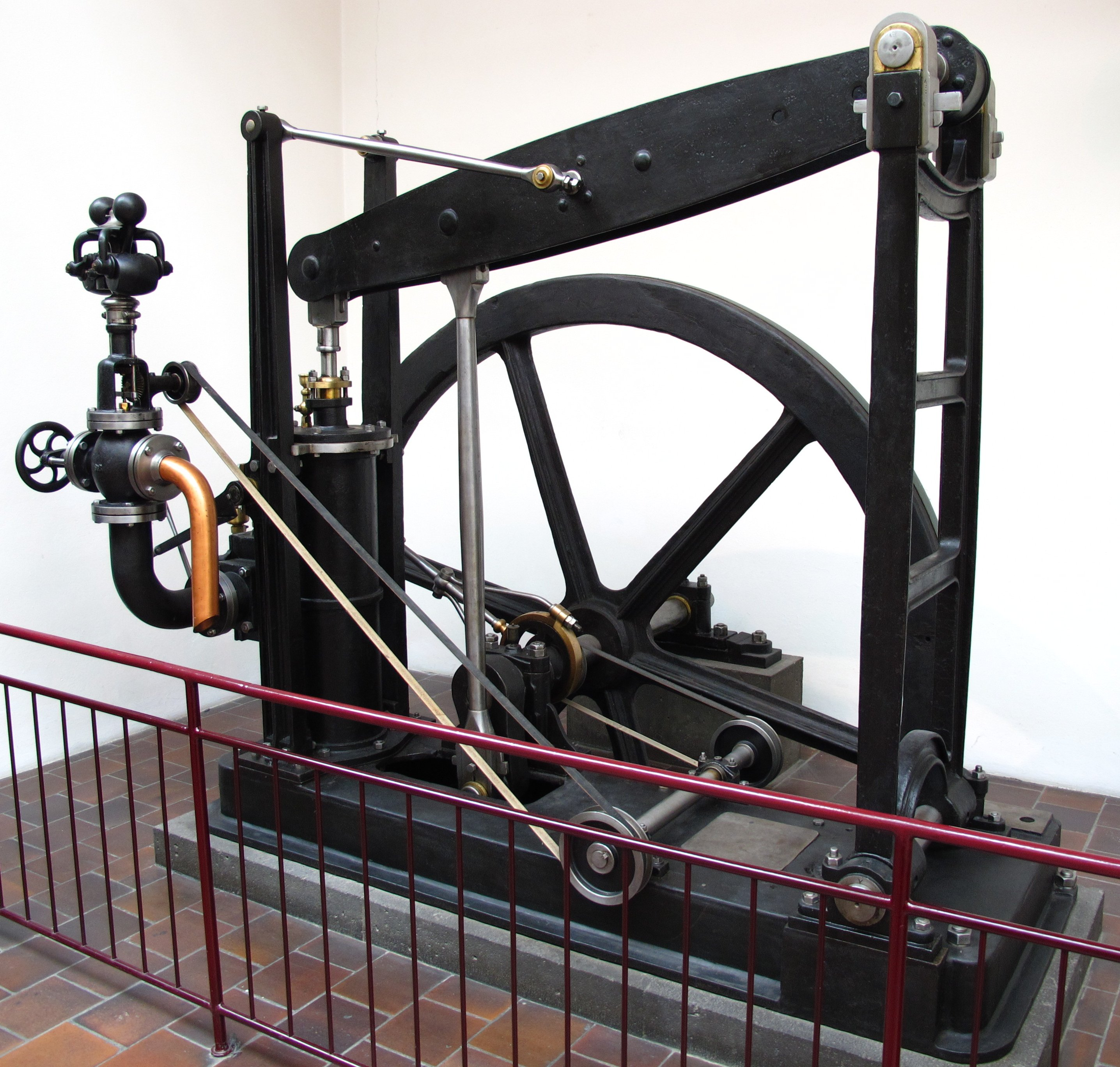
1847年的一款草蜢横梁机

草蜢（grasshopper）被用于 Aeronca L-3 轻型飞机和 L-4草蜢式聯絡機的命名，这两种飞机在第二次世界大战中都用于侦察和其他支援任务。据说这个名字起源于英尼斯·P. 斯威夫特少将看到派珀飞机艰难着陆并评论说它看起来像一只跳跃的蚂蚱。
草蜢横梁机是一端旋转的横梁机，长长的水平臂类似于蚱蜢的后腿。该型号于 1803 年由威廉·弗里曼特尔（William Freemantle）获得专利。